# Rurtalbahn GmbH
Die Rurtalbahn GmbH ist eine nichtbundeseigene Eisenbahngesellschaft mit Sitz in Düren. Sie gehört zu 25,1 % der Beteiligungsgesellschaft Kreis Düren (vormals Dürener Kreisbahn) und zu 74,9 % der R.A.T.H.-Gruppe, einem mittelständischen Familienunternehmen aus Düren.
Der Name Rurtalbahn wurde zuerst als Marke von der Abteilung Schiene der Dürener Kreisbahn geführt. Das zum 1. Januar 2003 unter Beteiligung von R.A.T.H. als eigenständige Gesellschaft ausgegliederte Schienenverkehrsunternehmen übernahm dann den Namen.
Die Rurtalbahn war nicht Mitglied im Tarifverband der Bundeseigenen und Nichtbundeseigenen Eisenbahnen in Deutschland (TBNE).

## Personenverkehr

### Geschichte

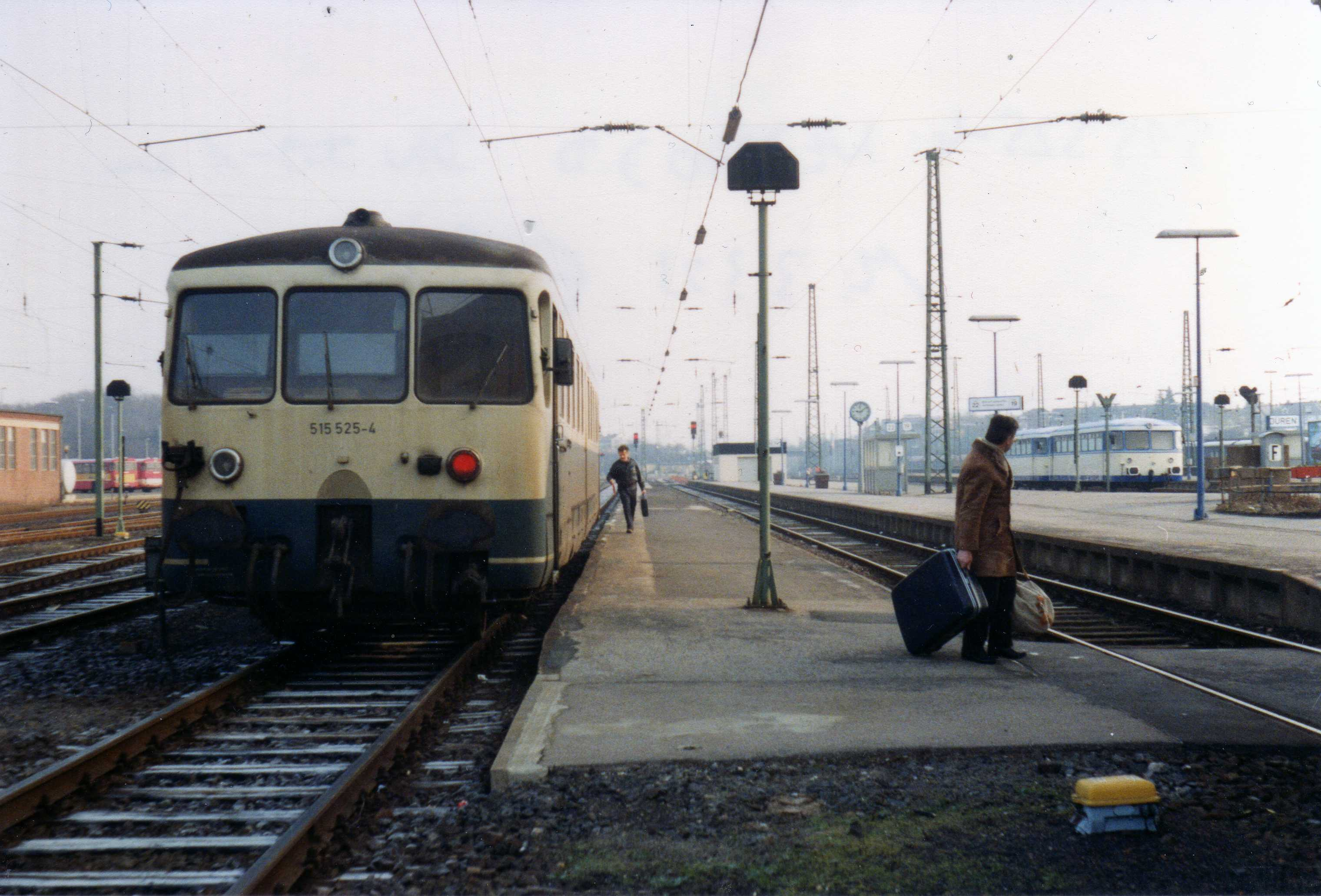
Düren, 3. März 1993: Der letzte DB-Zug vor der 3-stündigen Vormittagspause ist aus Jülich angekommen, rechts stehen generalüberholte Schienenbusse für die DKB bereit.

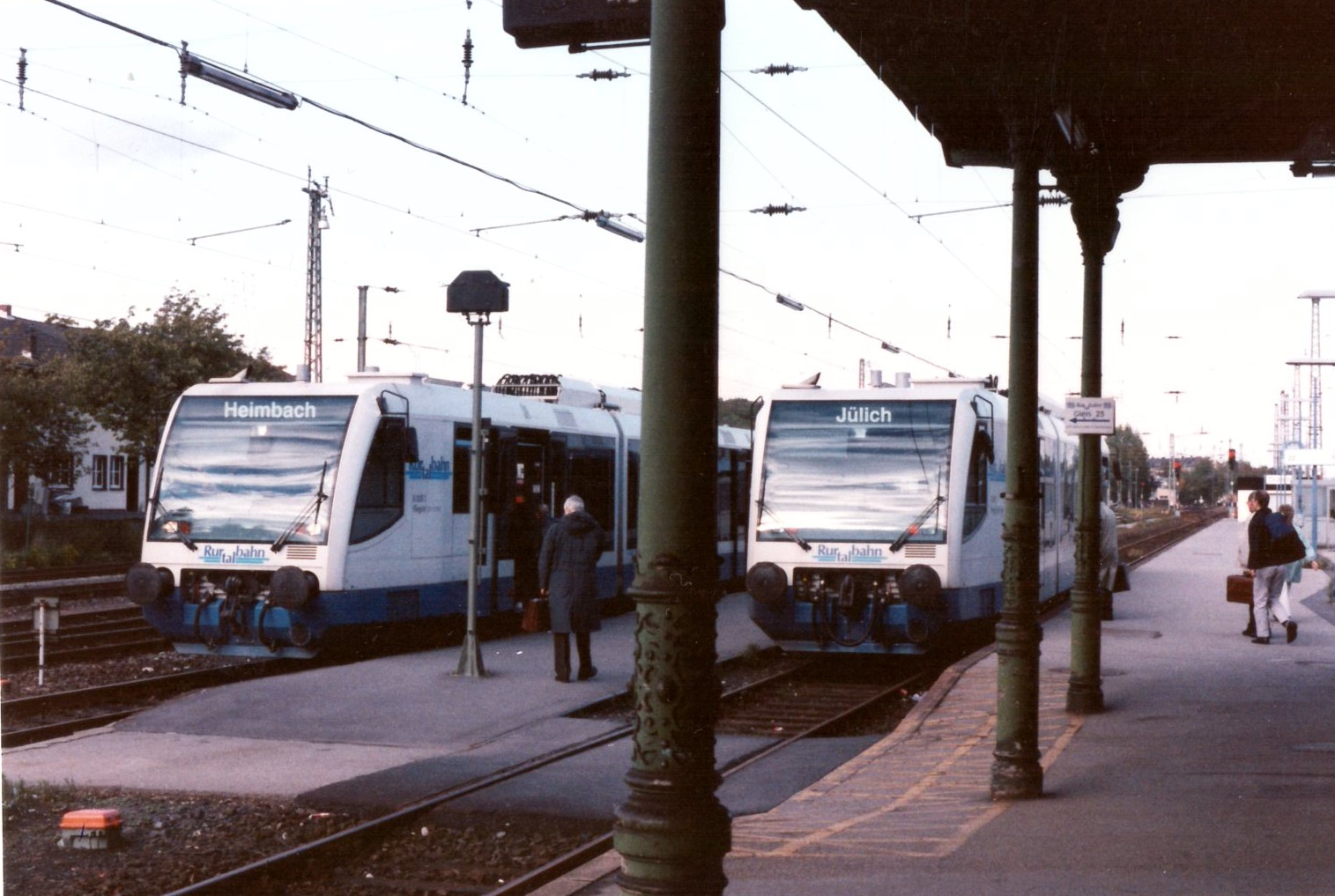
RegioSprinter in Düren, 4. Oktober 1996: links (Gleis 23) DKB-Zug 7944 Jülich - Heimbach, rechts (Gleis 22) Zug 8535 Düren - Jülich

Am 23. Mai 1993 übernahm die Dürener Kreisbahn den Betrieb der Bahnstrecken Jülich–Düren und Düren–Heimbach von der Deutschen Bundesbahn. Mit der Betriebsaufnahme wurde das Fahrplanangebot im Vergleich zur Bundesbahn deutlich verbessert. Auf den beiden Nebenstrecken wurde ein Stundentakt mit modernisierten Uerdinger Schienenbussen (VT 98) eingeführt, die Fahrpläne der Buslinien im Kreisgebiet wurden weitgehend auf die Taktzeiten der Rurtalbahn abgestimmt, und für Gebiete mit geringer Verkehrsdichte wurde ergänzend ein Rufbus- bzw. Anruf-Sammeltaxi-System aufgebaut. Da die Dürener Kreisbahn im Gegensatz zur Deutschen Bundesbahn bereits Mitglied im Aachener Verkehrsverbund war, gelangten dadurch auch die beiden Schienenstrecken in den Verbund, so dass nun z. B. für eine kombinierte Bus-Bahn-Bus-Fahrt von Linnich über Jülich Bahnhof und Düren Bahnhof bis in die Dürener Innenstadt eine einzige Fahrkarte genügte. Auf den beiden Bahnstrecken wurden neue Haltepunkte eingerichtet, die Betriebszeiten morgens und abends deutlich ausgeweitet, und auf der Jülicher Strecke verkehren nach über 20 Jahren Wochenendruhe nun samstags und sonntags wieder Züge. Einige der Jülicher Wochenendzüge wurden bis Heimbach durchgebunden, um ein attraktives Angebot im Freizeitverkehr entlang der Rur und ihrer Wander- und Fahrradwege zu schaffen. Durch die Umbaumaßnahmen der DB im Bahnhof Düren mussten die Direktverbindungen jedoch 1999 eingestellt werden.
Nach zwei Jahren Betrieb konnte die Dürener Kreisbahn im Jahr 1995 ihren Fahrzeugbestand durch 16 gänzlich neu entwickelte Triebwagen des Typs RegioSprinter modernisieren. Diese beschleunigungsstarken Dieseltriebwagen waren mit 74 fest installierten Sitzen, 10 Klappsitzen und einigen Hängevorrichtungen für Fahrräder ausgestattet. Der endgültige Bestand von 17 Fahrzeugen war für die zwei zu betreibenden Strecken recht großzügig dimensioniert, daher wurden einige Fahrzeuge im Laufe der Jahre an verschiedene andere Verkehrsunternehmen verliehen.
Am 7. Juni 2002 erfolgte die Reaktivierung des Personenverkehrs von Jülich nach Linnich, einem Teilabschnitt der früher durchgehenden Bahnstrecke Jülich–Dalheim. Die Züge aus Düren werden dabei umsteigefrei weiter nach Linnich geführt. In der Sommersaison 2004 und 2005 führte die Rurtalbahn saisonal an Sonntagen einen Tourismusverkehr auf der Oleftalbahn von Kall über Gemünd nach Schleiden durch.

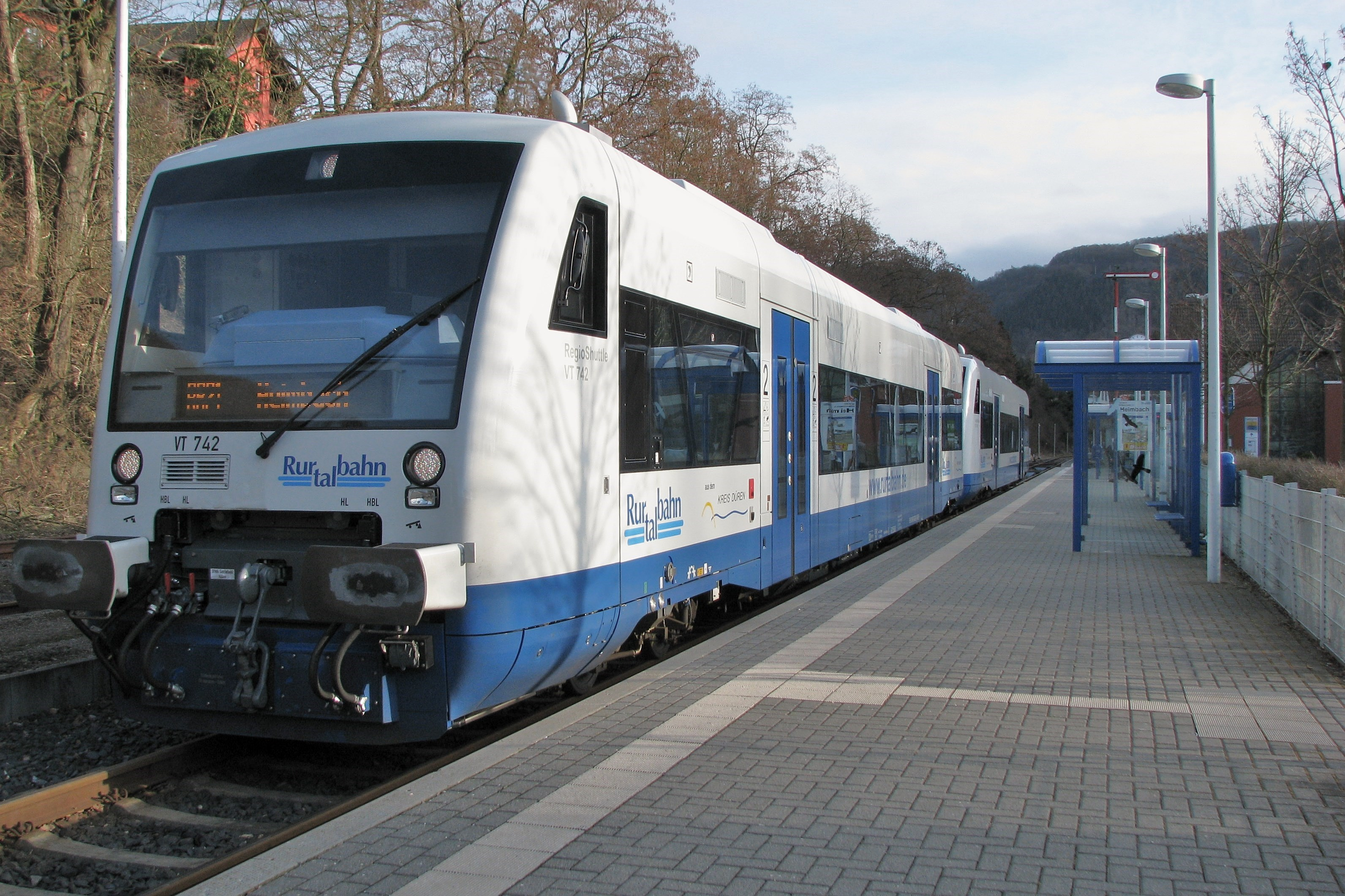
Regio-Shuttle der Rurtalbahn im Bahnhof Heimbach, 2012

Da die RegioSprinter der Rurtalbahn nach einer Reihe von Jahren aufgrund fehlender Klimatisierung und Toilettenanlage nicht mehr zeitgemäß erschienen und im Gegensatz zu den zuvor üblichen sehr langlebigen Eisenbahnfahrzeugen lediglich für eine Lebensdauer von circa 20 Jahren konzipiert waren, wurden im Jahr 2008 erste Planungen für eine Erneuerung des Fahrzeugparks aufgenommen. Nach Testfahrten mit Triebwagen der Typen Alstom Coradia LINT und Bombardier Itino kam es 2010 zu einer Bestellung von fünf Stadler Regio-Shuttle RS 1 im Wert von 8,85 Millionen Euro. Im November 2011 wurde mit der Auslieferung der Triebwagen begonnen; die Züge tragen die unternehmensinterne Bezeichnung VT 740 bis VT 744. Die angeschafften Triebzüge wurden von der Dürener Kreisbahn gekauft und werden an die Rurtalbahn vermietet. Bei der Ausschreibung der Rurtalbahn-Linie RB 21 im Jahr 2016 wurde von den Bewerbern eine Übernahme der Triebzüge verlangt. Die Rurtalbahn gewann die Ausschreibung. Daraufhin erwarb diese drei weitere Triebzüge des Regio-Shuttles RS1 von der Ostdeutschen Eisenbahn, welche mit der unternehmensinternen Bezeichnung VT 745 bis VT 747 verkehren.

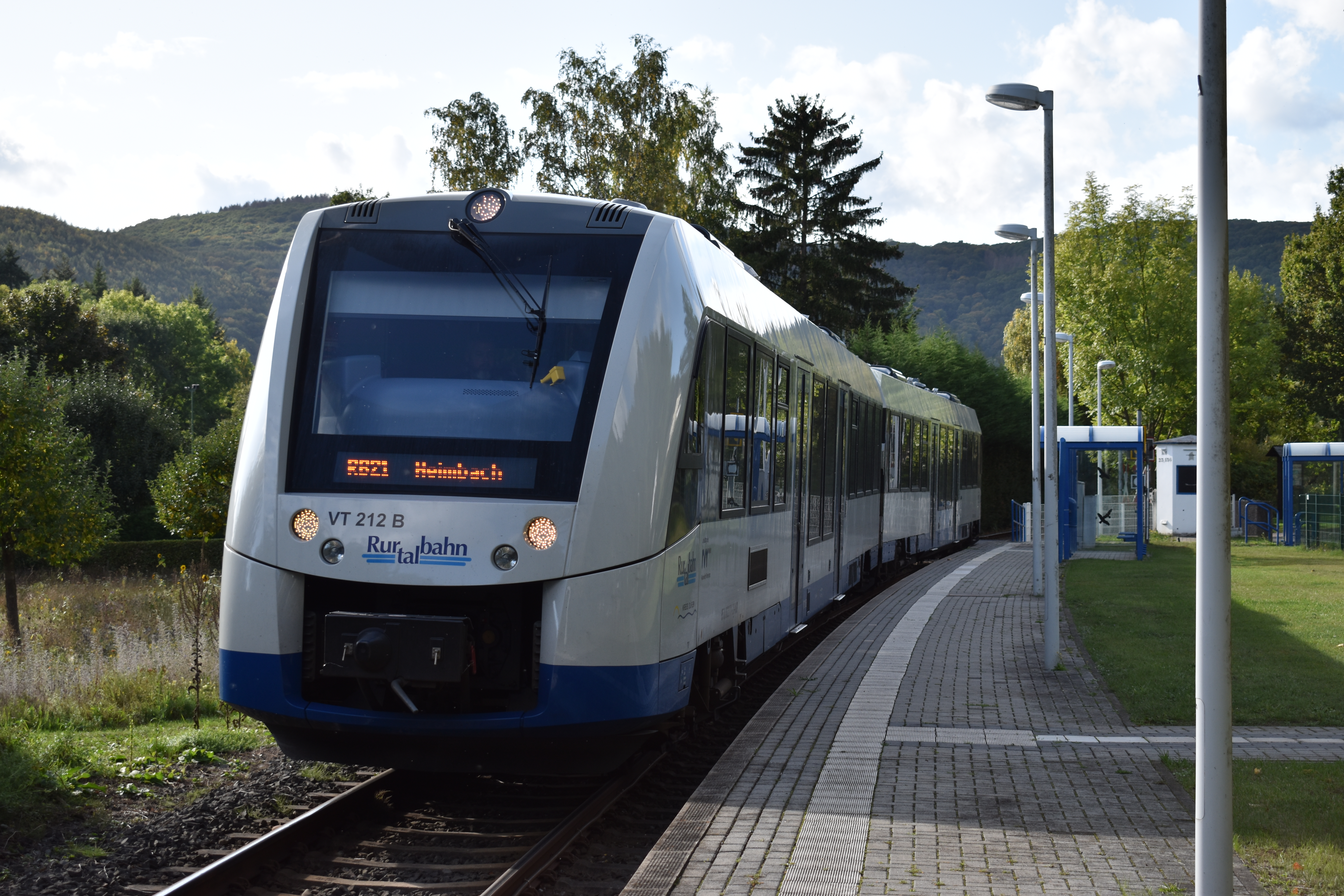
LINT 54 der Rurtalbahn am Haltepunkt Blens, 2019

2016 bestellte die Rurtalbahn für zwölf Millionen Euro drei Dieseltriebzüge des Typs Alstom Coradia LINT 54. Diese trafen am 31. März 2017 in Düren ein und bieten jeweils 160 Sitz- sowie 170 Stehplätze. Die Züge sind ausgestattet mit einer Klimaanlage, Steckdosen, einem WC und bieten Platz für Gepäck und Fahrräder. Seit Juli 2017 wurden die drei neu bestellten Triebfahrzeuge des Typs LINT 54 mit den internen Bezeichnungen VT 211–213 für mehrere Monate auf dem Nordast Düren–Linnich eingesetzt. Zunächst verursachte die Störungsanfälligkeit der neuen Triebzüge viele Verspätungen, bis Ende des Jahres 2017 konnte dieses Problem jedoch behoben werden. Darüber hinaus wurde der Fahrplan auf der Nordstrecke geändert, um eine verbesserte Anschlusssituation im Bahnhof Düren herzustellen.
Mit dem Einsatz der Triebzüge LINT 54 endete der Einsatz der RegioSprinter weitestgehend, einige dieser behielt die Rurtalbahn jedoch zunächst als Reservezüge. Am 25. Februar 2019 verließen die letzten RegioSprinter den Kreis Düren auf dem Weg nach Tschechien, wohin sie verkauft worden waren und wo sie in modernisierter Form weiterbetrieben werden.
Am 25. November 2018 wurde die Leit- und Sicherungstechnik auf der Strecke Düren–Jülich für über acht Millionen Euro erneuert. Um auf der Strecke flexibler agieren zu können, wurden die noch eingesetzten Stellwerke aus den 1990er Jahren in den Bahnhöfen Krauthausen, Jülich und Linnich außer Betrieb genommen und durch ein modernes elektronisches Stellwerk ersetzt. Weiterhin wurden die Gleise in Krauthausen verlängert, damit dort längere Züge kreuzen können. Zuvor war dies nur in Jülich möglich. Zugleich wurde die Strecke mit sechs neuen Bahnübergängen auf dem Nordast bestückt. Bis zum 9. Dezember 2018 wurde der 85 Meter lange Haltepunkt An den Aspen errichtet und seitdem von der Rurtalbahn angefahren, um eine bessere Anbindung an das Jülicher Schulzentrum herzustellen.
Ebenso betrieb die Rurtalbahn viele Jahre für den Verein IG Rurtalbahn e. V. den Bördeexpress, welcher von Düren über Vettweiß und Zülpich bis nach Euskirchen führte und im Dezember 2015 in der vom Zweckverband Nahverkehr Rheinland bestellten Eifel-Bördebahn (Linie RB 28) aufging. Bis zum Fahrplanwechsel am 15. Dezember 2019 verkehrte der Bördeexpress lediglich samstags und sonntags im Drei-Stunden-Takt. Seit diesem Zeitpunkt wird diese Linie auch unter der Woche im Zwei-Stunden-Takt durch die Rurtalbahn betrieben.

### Heutige Situation
Auf dem Nordast Düren–Linnich verkehrt die Rurtalbahn stündlich in beide Richtungen. In der Hauptverkehrszeit wird zwischen Düren und Linnich in beide Fahrtrichtungen ein Halbstundentakt angeboten. Die Fahrzeit von Düren bis nach Linnich beträgt 34 Minuten. Auf dem südlichen Abschnitt Düren–Heimbach verkehrt die Rurtalbahn ebenfalls im Stundentakt. Montags bis freitags von 05:20 Uhr bis 19:35 Uhr wird durchgängig auf dem Abschnitt zwischen Düren und Untermaubach-Schlagstein in beide Richtungen ein Halbstundentakt angeboten. Die Fahrzeit von Düren bis nach Heimbach beträgt 46 Minuten.
Auf den Relationen Düren–Linnich und Düren–Heimbach setzt die Rurtalbahn Triebfahrzeuge der Typen Regio-Shuttle RS 1 sowie LINT 54 ein. Außer den eigenen RS 1 setzt sie mit Stand Frühjahr 2024 drei weitere, von Heros Rail bzw. der SWEG angemietete RS 1 ein.
Mit dem Fahrplanwechsel im Dezember 2019 übernahm die Rurtalbahn den Vorlaufbetrieb auf der Bördebahn. Mit diesem wurde ein täglicher 2-Stunden-Takt auf der Bahnstrecke Düren–Euskirchen ermöglicht und im Jahr 2024 auf einen stündlichen Takt erweitert.
Nach dem Abschluss des 2019 begonnenen Ausbaus der Bördebahn soll die Fahrzeit von derzeit knapp 40 Minuten Stunde auf rund 34 Minuten reduziert werden.
Die Rurtalbahn ist zu 50 %, neben der R.A.T.H.-Gruppe, an der Bahngesellschaft Vias GmbH mit Sitz in Frankfurt am Main beteiligt. Der Anteil der R.A.T.H. wurde ursprünglich von der Verkehrsgesellschaft Frankfurt gehalten, die diesen später aus wettbewerbsrechtlichen Gründen an die DSB Deutschland, eine Tochtergesellschaft der Dänischen Staatsbahnen, veräußerte.
Diese Gesellschaft betrieb vom 11. Dezember 2005 bis 2015 das 210 Kilometer lange Netz „Odenwaldbahn“ in Südhessen. Auf fünf Linien wurden drei Landkreise und die Städte Frankfurt am Main und Darmstadt berührt. Seit Dezember 2010 betreibt die VIAS GmbH die Rheingaulinie zwischen Neuwied und Frankfurt. Seit dem Jahr 2015 betreibt die VIAS Rail GmbH, ein Unternehmen im alleinigen Besitz von R.A.T.H., die Leistungen im Odenwaldnetz. Dieses Unternehmen hat außerdem zum Fahrplanwechsel im Dezember 2017 den Betrieb der nordrhein-westfälischen Linien RB 39 (Düsseldorf–Bedburg) und RB 34 (Mönchengladbach–Dalheim) übernommen. Letztere wurde zuvor seit Ende der 1990er Jahre von der DKB bzw. der Rurtalbahn im Auftrag von DB Regio befahren.

## Güterverkehr

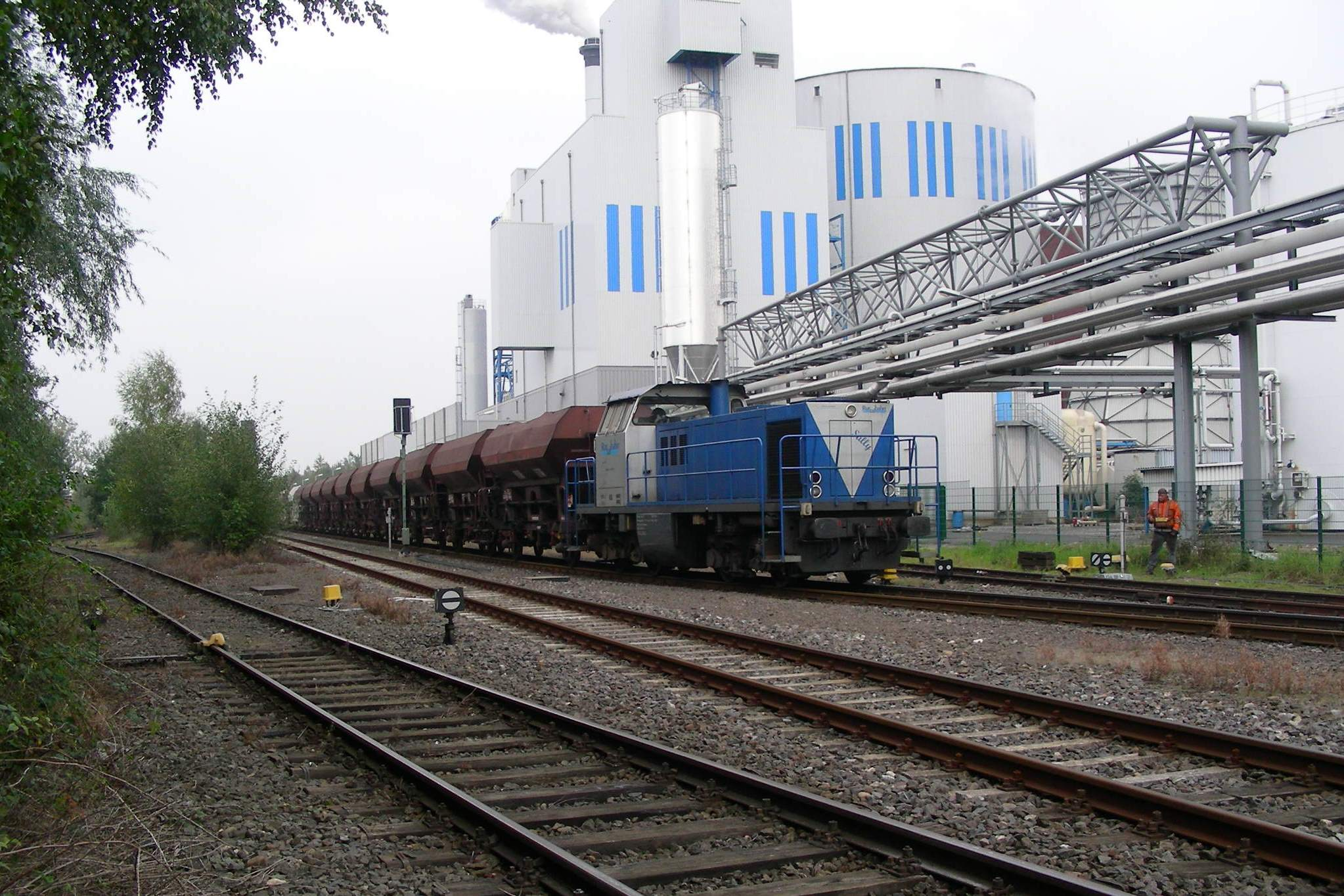
Rurtalbahn-Diesellok mit Kohlezug am neuen Gleisanschluss der Zuckerfabrik Jülich, 2006

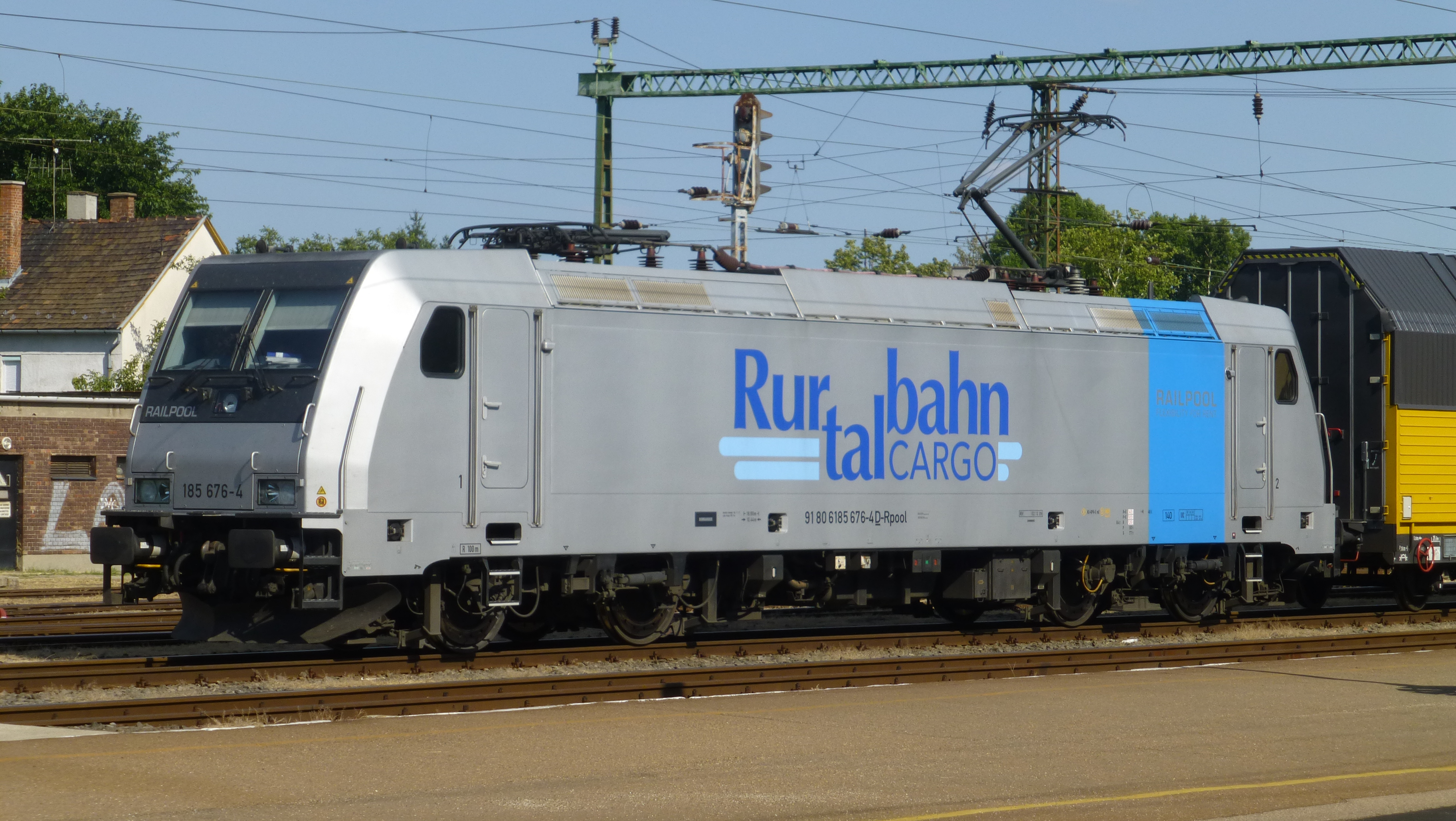
E-Lok der RTB Cargo mit ARS-Altmann-Autozug in Ungarn, 2013

Vom Jahr 1993 bis zum Jahr 2010 betrieb die Rurtalbahn GmbH bzw. ihr Vorläufer Dürener Kreisbahn auch Güterverkehr, anfangs nur im Raum Düren. Erhebliche Wagenmengen liefen von Beginn an zu den Papierfabriken in Lendersdorf und Linnich, später auch nach Zülpich und ab 2004 zur Zuckerfabrik Jülich. Aufgrund des steigenden Frachtvolumens expandierte die Rurtalbahn im Güterverkehrsgeschäft 2006 mit einer Beteiligung an der belgischen Trainsport AG und im Jahr 2007 mit der Gründung der Rurtalbahn Benelux B. V. in den Niederlanden. Seit 2007 ist die Rurtalbahn über ihre Heimatregion hinaus im ganzen Bundesgebiet als Transportunternehmen tätig und tritt auch international als Eisenbahnverkehrsunternehmen auf. Bei der Entwicklung fester Verkehre auf den Hauptachsen des Güterverkehrs kooperierte die Rurtalbahn mit anderen Logistikunternehmen. Im Jahr 2008 wurde beschlossen, den Güterverkehr von der Rurtalbahn auszugliedern und ein neues, eigenständiges Unternehmen für den Güterverkehr zu gründen. Im Oktober 2010 wurde die RTB Cargo mit Sitz in Aachen gegründet.
Eine Besonderheit stellen die gelegentlich vorkommenden Transporte von Großtransformatoren dar, die über die Rurtalbahn-Strecke nach Niederzier-Krauthausen gebracht und dort auf Schwerlast-Straßentransporter umgeladen werden. Diese Transporte finden über die Jahrzehnte betrachtet sehr selten statt, allerdings kam es durch den Bau der ALEGrO-Hochspannungs-Gleichstromleitung in der nahegelegenen Umspannanlage Oberzier im Verlauf des Jahres 2019 zu gleich vier solchen Transporten. An diesen Transporten ist die Rurtalbahn allerdings nur als Eisenbahninfrastrukturunternehmen beteiligt, als Eisenbahnverkehrsunternehmen fungieren Firmen, die sich auf derartige Transporte spezialisiert haben.

## Streckennetz
Die Rurtalbahn betreibt als Eisenbahninfrastrukturunternehmen (EIU) 35 Stationen und ein 102 Kilometer langes Streckennetz. Zu diesem Netz gehören folgende Strecken:
- südliche Rurtalbahn: Düren–Heimbach (30 km)
- nördliche Rurtalbahn: Düren–Jülich, Jülich – Linnich (26 km)
- ehemalige Jülicher Kreisbahn: Jülich–Puffendorf (15 km)
- Bördebahn: Düren–Zülpich–Euskirchen (28 km)[21]
- als Betreiber der Infrastruktur: Bahnstrecke Lindern–Heinsberg (Rheinl) (12 km)

Die Strecke Lindern–Heinsberg mit ihren sieben Stationen ist Eigentum von WestVerkehr, die übrigen 90 Kilometer Streckennetz mit 28 Stationen gehören zu 100 Prozent der Beteiligungsgesellschaft des Kreises Düren.
Die Strecke Jülich–Puffendorf ist heutzutage nicht mehr im Betrieb. Nachdem die Rurtalbahn die Bahnstrecke Jülich–Dalheim erworben hatte, wurde am 7. Juni 2002 der Abschnitt Jülich–Linnich reaktiviert. Zum Preis von 860.000 Euro kaufte die Rurtalbahn am 19. Dezember 2002 ebenfalls den Abschnitt Düren–Zülpich der Bördebahn, welcher damals von DB Netz unterhalten wurde.
Auf der Strecke Düren–Linnich wurde 2011 der bisherige Haltepunkt Huchem-Stammeln wieder auf einer Länge von zwei Kilometern zu einem zweigleisigen Bahnhof ausgebaut. Mit der Änderung der Fahrpläne der Deutschen Bahn im Juni 2009 wurde mit der bisherigen Kreuzung der Züge im Bahnhof Krauthausen der Anschluss an die Züge in Düren nicht mehr sichergestellt. Zunächst war der Abschluss der Maßnahme im bis Ende 2010 geplant, allerdings kam es zu Verzögerungen durch ein längeres Planfeststellungsverfahren, sodass er um ein halbes Jahr verschoben wurde. Die Planung wurde jedoch ein weiteres Mal geändert und der Ausbau schließlich zum Fahrplanwechsel im Dezember 2011 abgeschlossen.

## Sonstiges

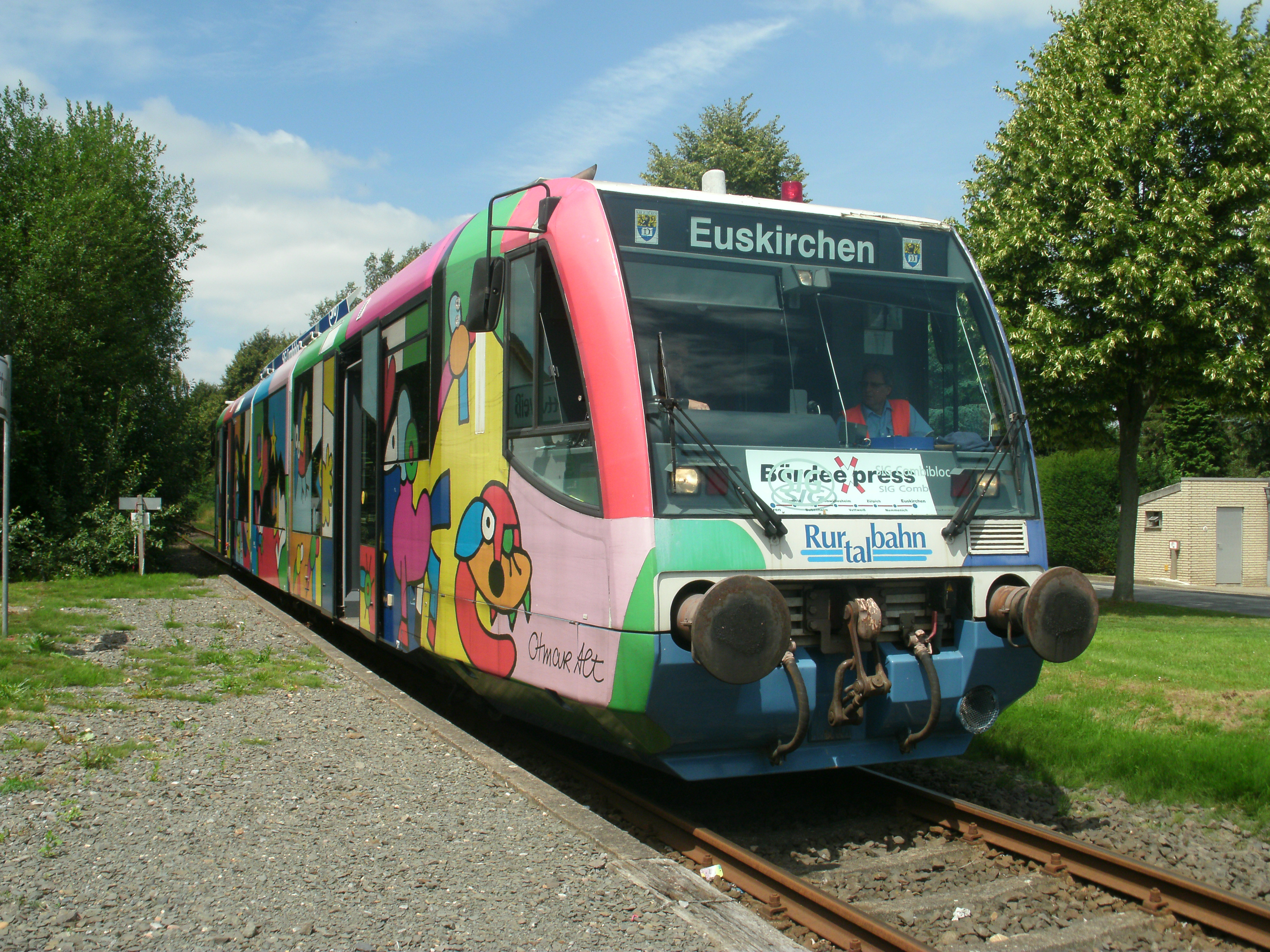
Otmar-Alt-Sprinter der Rurtalbahn auf der Bördebahn in Vettweiß, 2011

Der Sitz der Rurtalbahn befindet sich an der Kölner Landstraße in Distelrath. Die Haupt- und Betriebswerkstatt im Bahnhof Distelrath ist gleistechnisch vom Bahnhof Düren her über die Ausfädelung der Bördebahn erreichbar. Hier befindet sich auch der Betriebshof für die Personenzüge und Rangierloks.
Aus dem Fahrzeugbestand der Jülicher Kreisbahn, der 1984 auf die Dürener Kreisbahn überging, verfügt die Rurtalbahn bis heute über den historischen Talbot-Triebwagen vom Typ Taunus, der für den musealen Einsatz bestimmt ist. Er wurde 2010 generalsaniert und absolvierte anschließend eine Reihe von Sonderfahrten, vor allem auf der Südstrecke nach Heimbach.
Eine weitere Besonderheit im Fahrzeugpark war der Otmar-Alt-Sprinter, der 2002 von dem Linnicher Künstler Otmar Alt aus einem regulären RegioSprinter umgestaltet wurde und für Präsentationen oder Sonderfahrten angemietet werden konnte. Er verkehrte häufig auch auf der Bördebahn in den Jahren, als diese nur am Wochenende betrieben wurde. Wie die übrigen RegioSprinter wurde auch er im Februar 2019 nach Tschechien verkauft.

## Ausbaupläne
- Nördlich von Linnich beabsichtigt der Zweckverband go.Rheinland, die Bahnstrecke bis Hückelhoven-Baal zu verlängern.[27] Mit dem Umbau des Nordastes in der zweiten Hälfte des Jahres 2018 legte die Rurtalbahn bereits einige Grundlagen für die Zukunft, darunter den neuen 85 Meter (anstatt 55 m) langen Bahnsteig zwischen Jülich Nord und Broich namens An den Aspen. Die längeren Bahnsteige seien im Zuge einer Streckenverlängerung nötig, da zugleich längere Züge eingesetzt werden müssten, um mehr Fahrgäste auf der dann längeren Strecke aufnehmen zu können.[28] Für den Lückenschluss zwischen Linnich und Baal hat das Land NRW (Kabinett Wüst I) im Januar 2022 einen auf 10 Jahre zu verteilenden Betrag von 10.864.883 Euro bereitgestellt.[29] Kurz darauf teilte der Dürener Landrat Spelthahn mit, er rechne mit einer Reaktivierung Linnich – Baal bis spätestens 2027.[30] Am 9. März 2022 beschloss der Verkehrsausschuss des Landestags, den Lückenschluss in den ÖPNV-Landesbedarfsplan aufzunehmen. Damit ist es nun möglich, eine Baugenehmigung für den Lückenschluss zu beantragen. Dieser soll in großen Teilen der alten Trasse folgen und mit Rücksicht auf neue Baugebiete teilweise von ihr abweichen.[31]

- Das Unternehmen strebte an, einen Containerbahnhof in der Region Düren zu bauen. Es gab zwei Varianten, wobei der Standort für einen viergleisigen Containerbahnhof an der Bördebahn auf dem Gemeindegebiet von Nörvenich bei Rommelsheim favorisiert wurde. Dazu sollte die Bördebahn von Düren bis zum geplanten Containerbahnhof elektrifiziert werden. Im Umfeld sollten sich Speditionen ansiedeln könnten. Später wurde diskutiert, den Bahnhof im Gewerbegebiet Rurbenden in Huchem-Stammeln zu errichten. Aufgrund der geringeren Erschließungskosten ist die aktuelle Planung jedoch, den Containerbahnhof beim Dürener Vorbahnhof an der Schnellfahrstrecke Köln–Aachen zu bauen. An der Finanzierung sollen sich nach Vorstellungen der Lokalpolitik neben der Rurtalbahn auch die Seehäfen Rotterdam und Antwerpen sowie internationale Logistikunternehmen beteiligen.[32]

- Am 28. Juni 2012 wurde bekannt, dass die Strecke Düren–Linnich im Jahr 2013 für 6 Millionen Euro elektrifiziert werden sollte. Der Zweckverband Nahverkehr Rheinland sollte dabei den Großteil der Kosten übernehmen. Zusätzlich war ein mit 2,88 Millionen Euro kalkulierter Ausbau der Eisenbahninfrastruktur zwischen Heimbach und Linnich geplant. Die Maßnahmen sollten eine Umstellung auf elektrische Traktion nach einer Vergabe des Betriebs im Jahr 2016 ermöglichen und die Lärmbelastung für Anwohner verringern.[33] Diese Maßnahmen unterblieben jedoch bislang.
- Die zwischenzeitliche Planung, die Strecken Düren–Linnich–(Hückelhoven-Baal), Düren–Euskirchen und Düren–Heimbach ab 2025 mit Wasserstoffantrieb zu befahren[34][35] wurde im Dezember 2024 wieder verworfen, da eine übermäßige wirtschaftliche Belastung bei gleichzeitiger hoher Unzuverlässigkeit des geplanten Triebwagentyps erwartet wird[36].